# 徐士高
徐士高（1908年5月16日—1990年12月31日），男，山东黄县人，中国高电压技术专家。曾任电力工业部电力科学研究院总工程师、高级工程师。

## 生平
1933年毕业于北平大学工学院。1943年获德国柏林工业大学博士学位。
1980当选为中国科学院学部委员（院士）。